# Бавлени
Бавлены (рос. Бавлены) — селище у Кольчугинському районі Владимирської області Російської Федерації.
Входить до складу муніципального утворення Бавленське сільське поселення. Населення становить 2698 осіб (2010).

## Історія
Населений пункт розташований на землях фіно-угорського народу мещери.
Від 10 квітня 1929 року належить до Кольчугінського району, утвореного з частини території Александровського повіту Владимирської губернії спочатку у складі Івановської промислової області, а відтак від 14 серпня 1944 року у складі новоутвореної Владимирської області.
Згідно із законом від 11 травня 2005 року входить до складу муніципального утворення Бавленське сільське поселення.

## Населення
| 1926 | 1970  | 1979  | 1989  | 2002  | 2010  | 2013  |
| ---- | ----- | ----- | ----- | ----- | ----- | ----- |
| 39   | ↗3386 | ↗3669 | ↘3413 | ↘3284 | ↘2540 | ↗2698 |